# Roberto Stella
Roberto Stella (Busto Arsizio, Lombardia 22 de julho de 1952 - Como, Lombardia, 11 de março de 2020) foi um médico italiano que trabalhava como clínico geral em Busto Arsizio. 

## Biografia
Roberto Stella nasceu em Busto Arsizio, região da Lombardia em 22 de julho de 1952. Stella formou-se em medicina e especializou-se em cirurgia na Universidade de Milão em 1978. Ele serviu no Alpini - força militar italiana - e foi médico voluntário do Alpino durante o terremoto de Irpinia em 1980.   Stella especializou-se em hematologia em Pavia em 1984.
Ocupou vários cargos em associações médicas nacionais, inclusive atuando como presidente da Sociedade Científica Italiana para Educação Médica Continuada de Clínicos Gerais e da Sociedade Médica Interdisciplinar Nacional de Cuidados Primários.

## Morte
Em 2020, durante seu trabalho como médico testou positivo para COVID-19. As notícias de seu diagnóstico provocaram pânico na comunidade, levando o prefeito Emanuele Antonelli a emitir uma declaração. Stella morreu em  em 11 de março de 2020, aos 67 anos, após ser hospitalizado por insuficiência respiratória devido a doença.